# 와스프 네트워크
《와스프 네트워크》(Wasp Network)는 2019년 제작된 드라마 영화이다. 올리비에 아사야스가 감독과 각본을 맡았으며, 페르난도 모라이스의 소설 The Last Soldiers of the Cold War 가 영화의 원작이다. 제76회 베네치아 영화제 황금사자상 경쟁 후보작이다.